# Peter Annet
Peter Annet (Liverpool, 1693 – Londra, 1769) è stato un teologo inglese.
Divenne celebre con la raccolta A collection of the tracts  of a certain free enquirer noted by his sufferings for his opinions, nel quale difese a spada tratta la libertà di pensiero. Difese Giorgio II d'Inghilterra, ma fu comunque imprigionato per breve tempo per le sue idee religiose.